# Olenos (Gatte der Lethaia)
Olenos (altgriechisch Ὤλενος Ṓlenos, lateinisch Olenus, betone 'Olĕnus) ist eine Gestalt der griechisch-römischen Mythologie, möglicherweise phrygischen Ursprungs. 
Er war Partner oder Gatte der Lethaia.

## Die Sage
Die Olenus-Lethaia-Sage ist syntaktisch mit einer Zerberus-Sage verbunden.
Die beiden sonst unbekannten, kurzen Erzählungen finden sich in den  Metamorphosen Ovids, 10. Buch, Vers 64–71.
Sie sind eingebettet in den Mythos des Orpheus, der beim zweiten Verlust seiner Eurydike zu Stein erstarrte, versteinert – so veranschaulicht und vergleicht es Ovid – wie einer, der den kettenbehangenen Höllenhund Zerberus erblickte und  – Ovid fährt fort und steigert den Vergleich – wie Olenos und Lethaia. Prosaübersetzung, Verständnishilfen in Klammern:

Nicht anders erstarrte Orpheus über den zweifachen Tod seiner Gattin, als der, der furchtsam die drei Hälse des Hundes (Zerberus) sah – der mittlere (Hals) trug Ketten; (und) den die Angst nicht eher verließ, als sein früheres Aussehen (ihn verließ), und Stein aus seinem Körper erwuchs; und (nicht anders erstarrte Orpheus) als Olenos, der ein Vergehen auf sich zog und als schuldig angesehen werden wollte, und (nicht anders als) du (Lethaea), die du deiner Schönheit vertrautest, o unglückliche Lethaia, beide (wart ihr) einst sehr verbundene Herzen, jetzt (seid ihr) Steine, die das (troische) feuchte Ida-Gebirge trägt.

## Interpretation
Ovid nimmt durch den Vergleich des zu Stein erstarrten Orpheus mit anderen Versteinerungen zwei weitere Metamorphosen in sein Epos auf. Während die Verwandlung des Unbekannten beim Anblick des Zerberus nur auf dessen Angst beruht, liegen bei Olenos und Lethaia tiefere Gründe vor. Ovid macht dazu einige Andeutungen und ist nicht bereit, dem Leser mehr zu enthüllen, so dass dieser nur Vermutungen anstellen kann. Zwei Gesichtspunkte kommen in Frage:
Ätiologie: Es ist eine ätiologische Erzählung, die die Entstehung zweier Steine im Ida-Gebirge erklärt, möglicherweise zwei in der Antike bekannte Stein- oder Felsformationen, heute unbekannt. Ähnlichkeit liegt vor mit dem Schicksal der Niobe, die auch in Stein verwandelt wurde, ebenfalls angesiedelt in Phrygien.

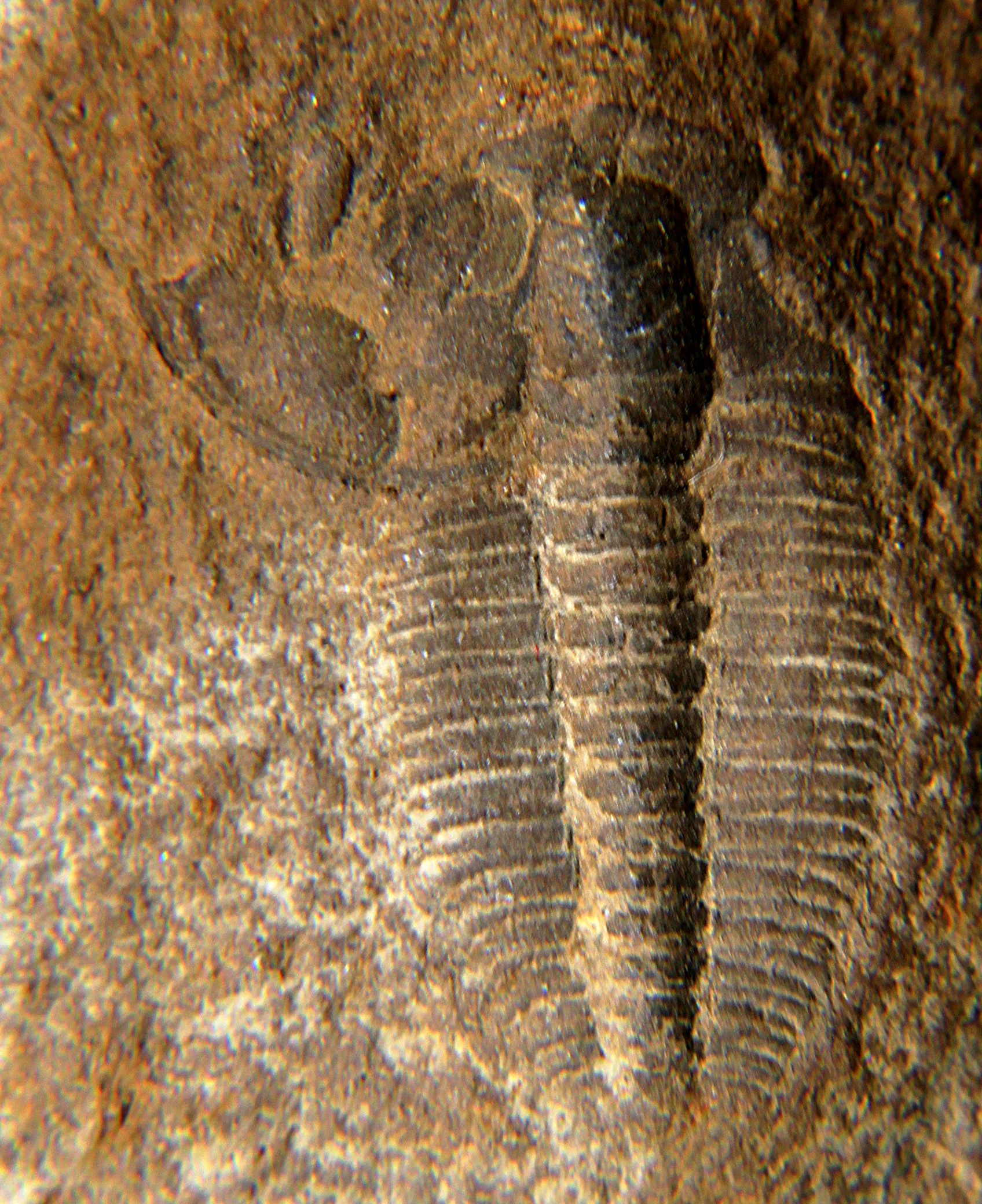
Olenus micrurus, gefunden in Wales

Hybris: Es ist eine der vielen mythologischen Rachegeschichten der wegen Hybris erzürnten Götter. Lethaia rühmte sich möglicherweise in Konkurrenz zu einer Göttin ihrer Schönheit, Olenos wollte die Schuld für ihr Vergehen auf sich nehmen, um sie zu retten – vielleicht hatte er sie zu ihrem Fehlverhalten ermuntert – und wurde dafür ebenfalls bestraft, Götter kennen kein Erbarmen.

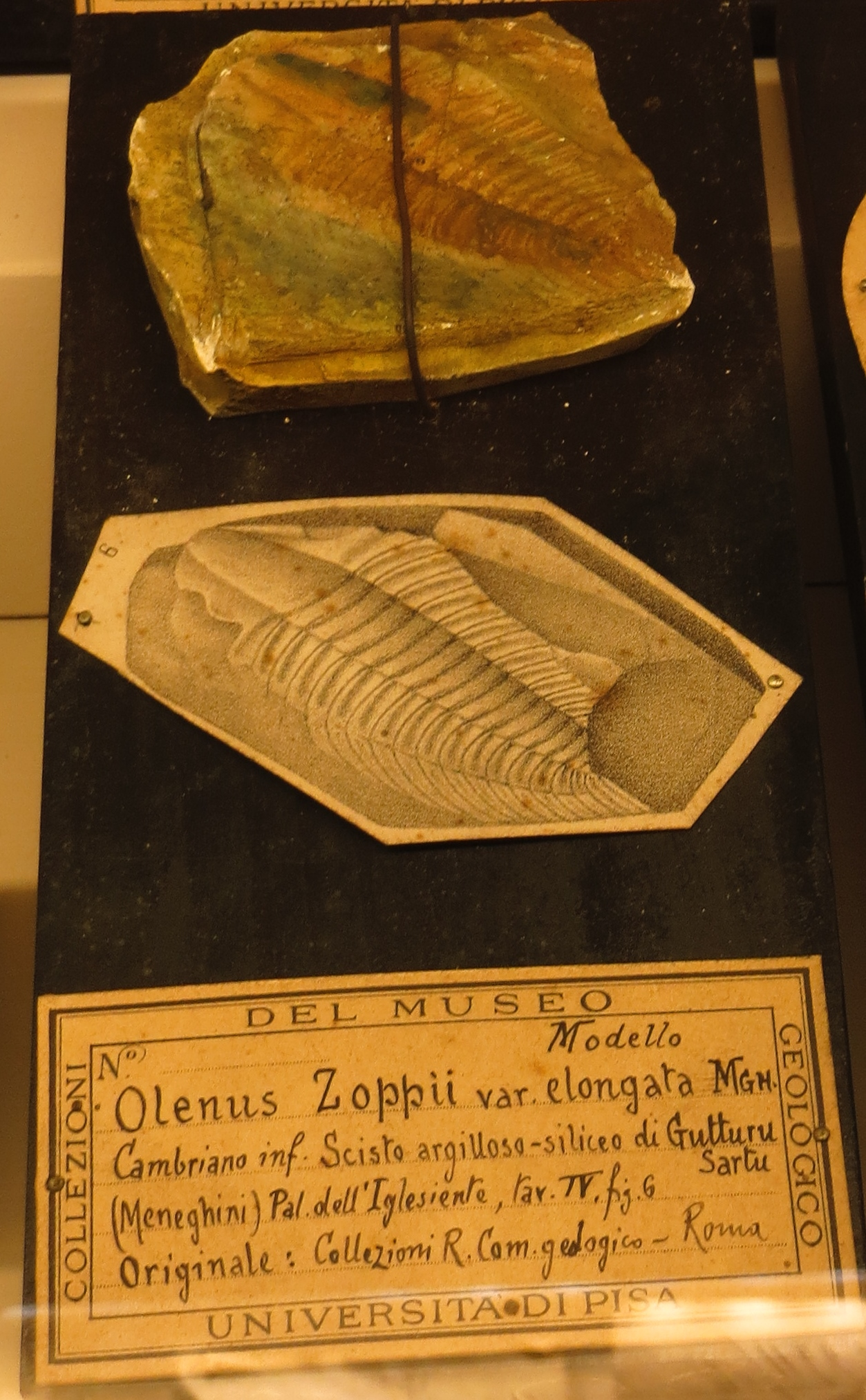
Olenus zoppii, Naturhistorisches Museum der Universität Pisa

## Paläontologie
Sein Name ist Ausgang für wissenschaftliche Gattungs- und Familiennamen der fossilen Trilobiten, Singular/Plural: Olenus/i, Deminutiv: Olenellus/i, Olenina/ae, mit Morphem -oid (-artig, -ähnlich): Olenoides, Olenoidea/ae, Olenida/ae.